# Alpes Réticos orientais
Os Alpes Réticos orientais  (em alemão:  Östliche Rätische Alpen) é um maciço montanhoso que se encontram repartido pelas regiões do  Tirol na Áustria, e de Trentino-Alto Ádige da Itália. O cume mais alto é o Wildspitze   com 3.772 m.

## SOIUSA
A Subdivisão Orográfica Internacional Unificada do Sistema Alpesno (SOIUSA) dividiu em 2005 os Alpes em duas grandesPartes: Alpes Ocidentais e Alpes Orientais, separados pela linha formada pelo  Rio Reno - Passo de Spluga - Lago de Como - Lago de Lecco.
A secção alpina dos Alpes Réticos orientais é formada pelos Alpes de Venoste, os Alpes de Stubai, e os Alpes de Sarentino.

### Classificação  SOIUSA
Segundo a SOIUSA este acidente geográfico é uma Secção alpina  com as seguintes características:
- Parte = Alpes Orientais
- Grande sector alpino = Alpes Orientais-Centro
- Secção alpina = Alpes Réticos orientais
- Código = II/A-16

## Imagens

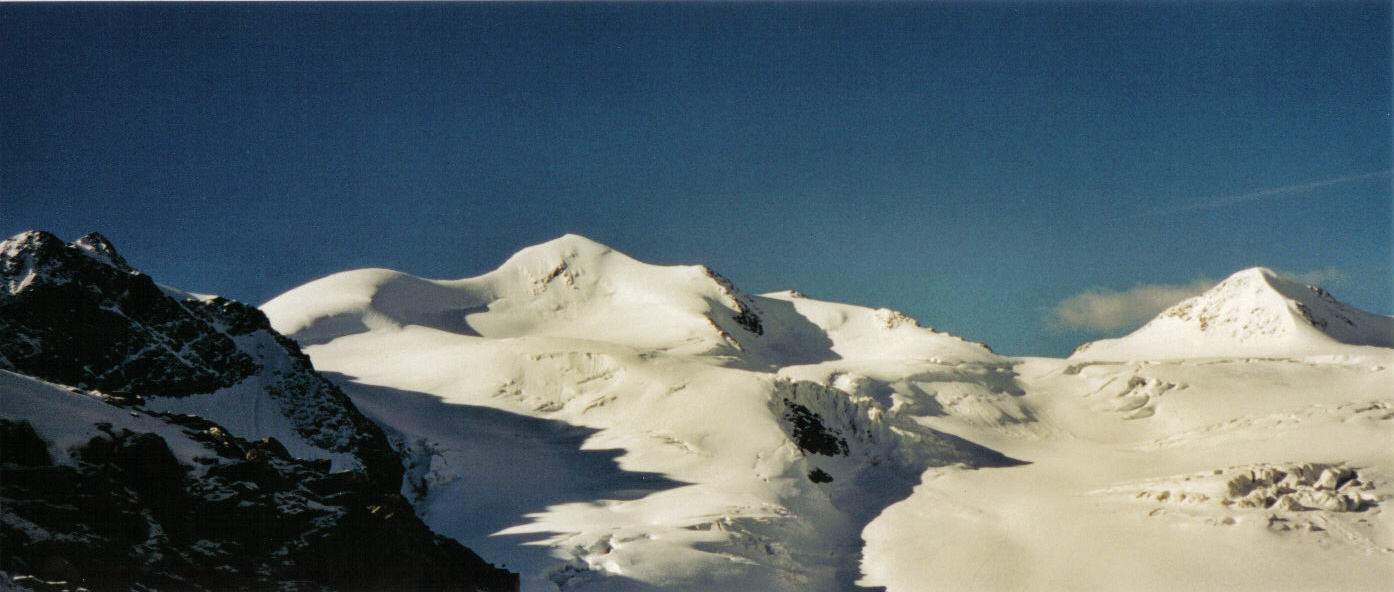
O Wildspitze